# Vít Beneš
Vít Beneš (Ústí nad Labem, 1988. augusztus 12. –) cseh labdarúgó, a Sigma Olomouc játékosa.

## Pályafutása
Vít Beneš az SK Kladno csapatánál kezdte pályafutását és négy évet töltött itt, de amikor a csapat kiesett a másodosztályba, akkor a Jablonechez igazolt. 2013. május 17-én, a kupa döntőjében büntetők után 5-4 arányban győzték le a Mladá Boleslavot. Az idény végén érdeklődött utána a Sparta Praha, de Beneš végül a maradás mellett döntött és az Európa-liga selejtezőiben is pályára lépett. A 2014-15-ös bajnoki idény nagy részét Achilles-ín sérülés miatt kihagyta. 2017. június 15-én három évre a Vasashoz igazolt. Pályára lépése a magyar élvonalban egy ideig kérdéses volt, ugyanis 14 éves korában kivették az egyik veséjét, ami miatt Magyarországon nem kapott játékengedélyt. A Vasas július 20-án jelentette be, hogy a cseh védő egyedi elbírálásban részesült, így szerepelhetett az NB I-es mérkőzéseken.
2018. július 9-én a Haladás a hivatalos honlapján jelentette be, hogy egy évre kölcsön veszik a cseh védőt.
2019 januárjában hazájában, a Sigma Olomoucban folytatta pályafutását.
2010-ben egy Finnország elleni barátságos mérkőzésen pályára lépett a cseh U21-es válogatottban.

## A pályán kívül
A súlyos beteg szlovák labdarúgó, Marián Čišovský segítségére 2015 júniusában jótékonysági gyűjtést szervezett. Az eseményen 100 000 cseh koronának megfelelő összeg gyűlt össze.

## Sikerei, díjai

### Jablonec
- Cseh kupa: 2012–13
- Cseh szuperkupa: 2013